# Face
Іван Тимофійович Дрьомін (рос. Иван Дрёмин), відомий під псевдонімом Фейс (англ. FACE) — російський реп-виконавець. Серед його найпопулярніших треків : «Бургер», «Я роняю запад», «Гоша Рубчинский», «Мне похуй», «Юморист» та «Спасательный круг». 2018 року виконавець різко змінив тематику своїх пісень, випустивши політичний альбом  — «Пути неисповедимы».

## Біографія
Народився 8 квітня 1997 в Уфі. Навчався у четвертому ліцеї міста Уфи. В юності багато розбишакував, часто затримувався поліцією про що неодноразово згадує у текстах своїх пісень. У 2015 році, відвідавши концерт російського репера Pharaoh, вирішив серйозно зайнятися музикою. Разом із старшим братом вигадав собі псевдонім Face.
Перший свій мікстейп під назвою «Проклятая печать» Іван випустив 30 жовтня 2015. Вперше про нього заговорили після кліпу на трек «Гоша Рубчинский».
7 березня 2016 вийшов його другий мікстейп під назвою «VLONE», 9 червня вийшов мікстейп під назвою «Mayhem», який Фейс назвав в честь норвезької блек-метал групи, а 25 липня того ж року він випустив мікстейп під назвою «Playboy», названий в честь відомого чоловічого дорослого журналу записаний в колаборації з американським продюсером Hellasketchy, який помер 27 червня 2019 року.
13 січня 2017 відбувся вихід міні-альбому «Revenge» в який увійшло 8 пісень.
У багатьох піснях репера фігурує ім'я Ліза. Так звали дівчину з паралельного класу, в яку закохався Іван. Нині дівчина працює архітектором. Її обличчя стало окрасою для дебютного альбому «HATE LOVE», який Іван випустив на своє 20-річчя, 8 квітня 2017 року. До альбому увійшли 17 треків, один з яких бонусний. У пісні «Лиза» був використаний неліцензійний семпл з пісні «Conditions» гурту Squirrel Flower. Саме після цього альбому Фейс отримав широку популярність.
У серпні 2017 року Фейс презентував свій перший професійний кліп «Бургер». 10 вересня відбулася прем'єра альбому «No Love», а вже 22 вересня виконавець вирушив у тур на підтримку альбому, в ході якого мав дати 39 концертів у 38 різних містах в Росії, Україні та Білорусі (скасовано). 11 жовтня 2017 року взяв участь в інтерв'ю Юрія Дудя.
Натомість 2 вересня 2018 року випустив студійний альбом під назвою «Пути неисповедимы», а за день до цього, 1 вересня, Фейс виклав в мережу відео, у якому збриває своє волосся. В альбом увійшло 8 пісень, в яких Іван зачепив тему політики та соціального життя.
1 лютого 2019 випустив міні-альбом під назвою «Slime», на підтримку якого були випущені 2 кліпи на треки «Мой калашников» та «Woof». 12 лютого Дрьомін випустив кліп на трек «Юморист», який пізніше став саундтреком до фільму «Юморист» режисера Михайла Ідова, пісня потрапила у фінальні титри.
1 жовтня того ж року Фейс випустив альбом «12». До альбому увійшло 10 треків.
Після довгої паузи, 26 лютого 2021, випустив міні-альбом під назвою «Жизнь удалась». До нього увійшло 4 треки.
Майже через місяць, 19 березня, випустив міні-альбом під назвою «Варвар», в який увійшло 6 треків, його звучання нагадує ранню творчість Дрьоміна.
8 квітня, на свій день народження, Іван випустив студійним альбом під назвою «Искренний». Він має в собі 9 треків з романтичними мотивами, більшість з яких Іван присвятив своїй коханій, Мар'яні Ро.
У червні дав інтерв'ю Дмитру Гордону.
27 серпня випустив 4-трековий міні-альбом «KRAZY», що став четвертим альбомом від Івана у 2021 році. На відміну від інших альбомів, у цьому автор торкається легких тем.
1 вересня 2023 року відбувся вихід першого, після від'їзду з Росії, 6 студійного альбому «Ничего хорошего». Всього в платівку увійшло 8 сольних композицій, загальна тривалість яких більше 22 хвилин.

## Face і Україна
У своїх піснях неодноразово засуджував агресивну політику Росії, засуджував анексію Криму.
В інтерв'ю Дудя, він засудив воєнні дії Росії в Україні та поїхав з Росії.
12 березня 2022 року, підтримавши Україну у збройному конфлікті між Росією та Україною, завершив свою діяльність у Росії та виїхав з неї, заявивши про намір не повертатися, — як зазначив він у своєму Instagram-акаунті та багатьох інших соціальних мережах. Також зокрема це рішення обумовлено особистою незгодою з вектором розвитку внутрішньої політики Росії і нападками з боку підтримують російський уряд.
У травні - червні 2022 року, FACE спільно з гуртами «порнофильмы» та «нервы» в рамках Stand With Ukraine Tour провів 10 благодійних концертів, весь прибуток з яких пішов на допомогу українцям постраждалим від війни.

## Особисте життя
З вересня 2017 зустрічається з Мар'яною Рожковою, відеоблогеркою. У квітні 2017 разом зі своїм старшим братом Богданом переїхав з Уфи до Москви. Його батько, Тимофій Дрьомін, у 2019 теж був відеоблогером: його канал називався «Тимоха против всех», там він оглядав творчість російських реперів.
У 2022 році FACE покинув Росію. Його тітка Христина Нєдорєзова, яка є заступником голови Громадської палати Башкортостану, написала у Facebook, що Іван був змушений покинути країну. Однак, пізніше вона видалила свій пост із соцмереж, тому інформація не є підтвердженою.
На початку 2017 у Дрьоміна було діагностовано великий депресивний розлад. Два тижні лікувався у психіатричній лікарні. Про це він згадував у своїй пісні «Бургер»: «Я настільки ї*анутий, що лежав у дурці». Музичне відео для пісні частково було зняте біля психіатричної лікарні імені Миколая Алєксєєва.

## Дискографія

### Студійні альбоми
- 2017 — Hate Love[26]
- 2017 — No Love[27]
- 2018 — Пути неисповедимы[28]
- 2019 — 12
- 2021 — Искренний
- 2023 — Ничего хорошего
- 2024 — Бог рэпа

### Мікстейпи
- 2017 — Revenge
- 2019 — Slime[29]

### Миніальбоми
- 2015 — Проклятая печать
- 2016 — Vlone
- 2016 — Mayhem
- 2016 — Playboy (разом з HellaSketchy)
- 2021 — Жизнь Удалась
- 2021 — Варвар
- 2021 — Krazy

### Сингли
- 2015 — «Веб-панк»
- 2015 — «Саб-Зиро (Freestyle)»
- 2015 — «Kanji»
- 2015 — «Mask» (разом з Heartsnow)
- 2015 — «Murder» (разом з DJ Smokey)
- 2015 — «All Good»
- 2015 — «Кот»
- 2016 — «Skate»
- 2016 — «Baby Face»
- 2016 — «Vlone» (разом з ObrazKobra)
- 2016 — «Flatrave» (разом з Heartsnow)
- 2016 — «Blazer»
- 2016 — «Megan Fox» (разом з Enique)
- 2016 — «Payback»
- 2016 — «Vans»
- 2016 — «January»
- 2016 — «Vlone»
- 2016 — «Мне похуй»
- 2016 — «Я ебанутый»
- 2016 — «Иди нахуй» (разом з LIZER'ом)
- 2017 — «Бургер»
- 2017 — «Baby»
- 2017 — «Я роняю запад»
- 2017 — «24 на 7»
- 2018 — «Земфира»
- 2018 — «162»
- 2019 — «Southside Baby»
- 2019 — «Woof»
- 2019 — «Мой калашников»
- 2019 — «Юморист»
- 2019 — «Почему это лучше, чем твой полноценный альбом?»
- 2020 — «Надежда»
- 2020 — «Пусси»
- 2020 — «Просто»
- 2020 — «Рэйман»
- 2023 — Прада
- 2024 — Ненавижу
- 2024 — От Земли

#### В якості запрошеного виконавця
- 2016 — Heartsnow — «Они нас знают», «Alcohol» (Dance Macabre)
- 2017 — Yanix — «Флоу» («Шоу улиц гетто 2.5»)
- 2018 — Пашка — «Пашка» (как Lil Thot)
- 2018 — Yanix — «Верить» («Пока трэп не разлучит нас»)

### Відео
- 2016 — «Гоша Рубчинский»
- 2016 — «Megan Fox» (разом з Enique)
- 2016 — «Бляяя Фэйс вот ты флексишь»
- 2017 — «Мне похуй»
- 2017 — «Бургер»
- 2018 — «Я роняю запад»
- 2019 — «Woof»
- 2019 — «Мой калашников»
- 2019 — «Юморист (Original Motion Picture Soundtrack)»
- 2019 — «Спасательный круг»
- 2020 — «Просто»
- 2020 — «Рэйман»
- 2021 — «Плачу»
- 2021 — «Ван Дейк»

## Фільмографія
| Рік  | Фільм                 | Роль               |
| ---- | --------------------- | ------------------ |
| 2019 | BEEF: Русский хип-хоп | В ролі самого себе |

## Концертні тури
- 2017 — Hate Love Tour
- 2017 — Kill Your Friends Tour
- 2018 — «Тур 2018» (Відмінений)
- 2019 — KING SLIME
- 2021 — Искренний Tour

## Нагороди і номінації
| Рік  | Церемонія | Категорія     | Результат |
| ---- | --------- | ------------- | --------- |
| 2019 | GQ        | Музикант року | Перемога  |
| 2019 | MTV       | Артист року   | Номінація |